# سکس و برهنگی در بازی‌های ویدئویی

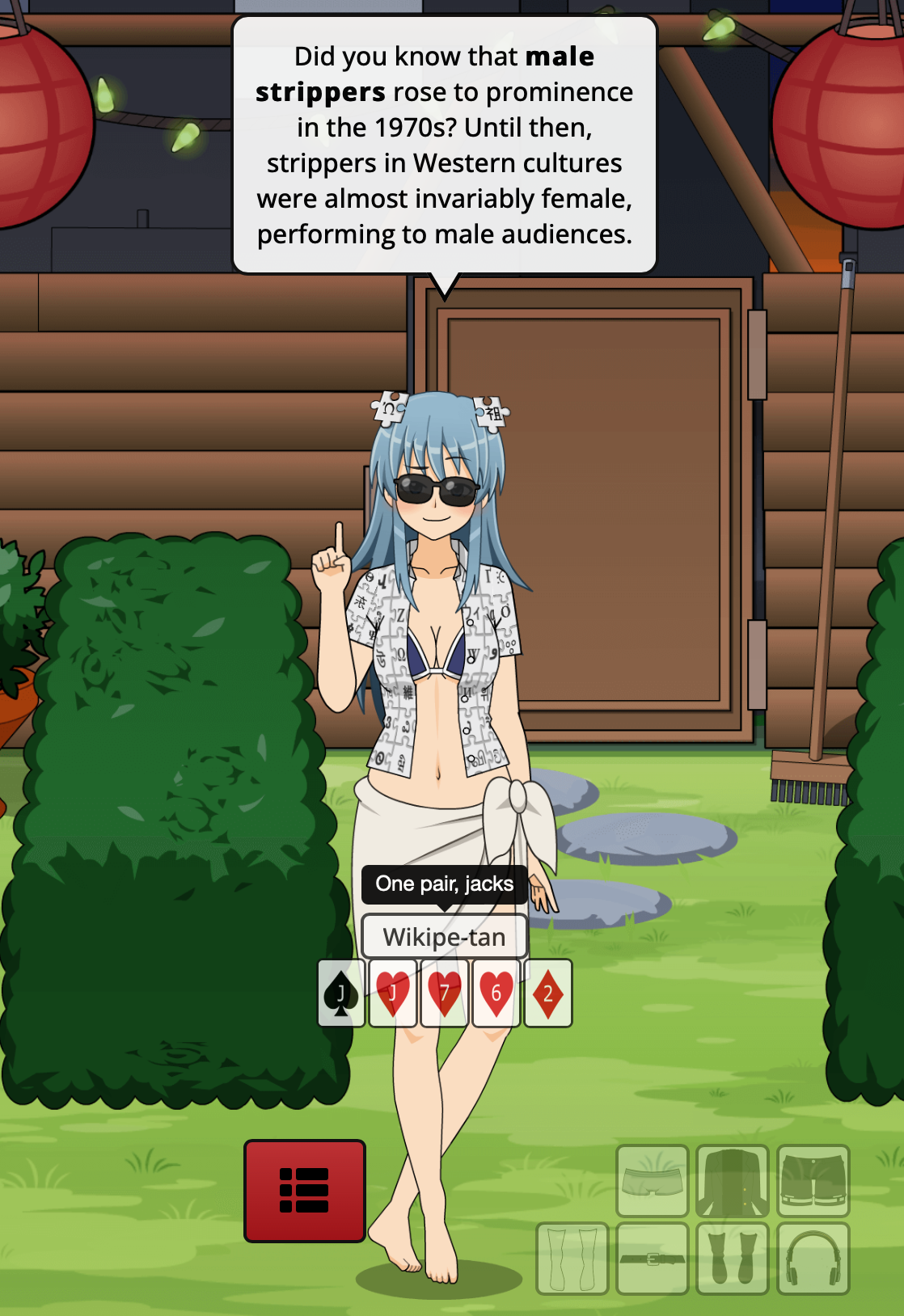
سکس و برهنگی در بازی‌های ویدئویی

وارد کردن موارد جنسی و برهنگی در بازی‌های ویدئویی یک موضوع بحث‌برانگیز از روزهای اولیه این صنعت است. در حالی که در بسیاری از بازی‌های ویدئویی از این اعمال استفاده می‌شود. بازی‌های جنسی و دارای برهنگی هم‌اکنون در تمامی پلتفرم‌ها قابل پیداست و در هر ژانری پیدا می‌شود؛ و بسیاری ازین بینش‌ها در سراسر جهان مورد توجه بسیاری از مردم قرار گرفت.